# Коксу (Кербулацький район)
Коксу́ (каз. Көксу) — село у складі Кербулацького району Жетисуської області Казахстану. Адміністративний центр Коксуського сільського округу.
У радянські часи село називалось Совхоз Коксу.
Населення — 793 особи (2021; 923 у 2009, 1007 у 1999, 1259 у 1989).